# Spencer Hastings
Spencer Jill Hastings es un personaje ficticio y una de las protagonistas en la serie de libros Pretty Little Liars escritos por Sara Shepard. Es interpretada por Troian Bellisario en la adaptación para televisión, la cual se estrenó en Estados Unidos por la cadena ABC Family en junio de 2010.

## Historia
Spencer es una chica inteligente, atractiva y con una familia envidiable, que tiene una vida perfecta y logra resultados más allá de lo esperado balanceando su vida hasta que los mensajes de “A” empiezan a llegar y su vida se vuelve más confusa y el miedo la invade debido a que sus secretos podrían quebrar su perfecta imagen y a su perfecta familia. 
Spencer ha tenido aventuras con dos de los novios de Melissa: Ian Thomas y Wren Kingston. También tuvo una corta relación con Alex Santiago, pero se vio afectada por culpa de "A". Después de eso comenzó a tener una relación con Toby Cavanaugh, el hermano de Jenna, aunque tuvieron varias idas y venidas. Después del episodio "Game over, Charles" y de los 5 años, Spencer y Toby habían acabado su relación, habiendo comenzado una con Caleb Rivers, el exnovio de Hanna.
En la segunda temporada se revela que Jason DiLaurentis es su medio hermano ya que comparten el mismo padre. Eso genera más conflictos entre su familia y deja de estar tan unida a ellos. Además, Melissa se muda a Philadelphia y vuelve muy de vez en cuando.
En la tercera temporada, Spencer se une al A-Team, pero solo porque sospecha que Toby puede ser A. Finalmente descubre que Toby entró al A-Team para protegerla, pero en ese mismo episodio se da a entender que Toby ha muerto, lo que hace a Spencer volverse loca e internar en Radley, aunque al final se revela que seguía vivo y sale del psiquiátrico.
En la cuarta temporada descubre que el día de la noche que desapareció Alison, ella la persiguió con una pala, pero sin la intención de hacerle daño, lo que vio Melissa y le hizo pensar que quería matarla. Cuando se reveló que Alison estaba viva, Melissa admitió haber enterrado a una chica igual que Alison, ya que la vio tirada en el suelo con un golpe y pensó había sido su hermana quien la mató (Más tarde se reveló que la chica del suelo era Bethany Young y fue Mona quien la golpeó).
En la quinta temporada, ella descubre que Big A es Charles DiLaurentis, es decir, el hermano de Alison y Jason (Aunque en realidad son primos). En el episodio "Game over, Charles" se descubre que Charles DiLaurentis era CeCe Drake, quien se cambió de sexo (Charlotte DiLaurentis). Después de 5 años Charlotte muere y comienzan nuevos misterios.

## Descripción[4]
Spencer tiene el cabello castaño y ojos de color café. De entre las chicas, ella es la más aplicada e inteligente. Utiliza un estilo preppy para vestir. Además es una chica que desprende elegancia y feminidad.
- Descripción Psicológica:

Es una chica perfecta o es lo que aparenta, es perfeccionista cien por cien, siempre quiere que todo le salga perfecto, tener la mejor nota en todo, hacerlo todo bien y así llevarse el mérito de ello. Pero no por ello margina a los demás o hace que ellos pierdan, pues es una chica en el fondo muy buena. Es una persona muy inteligente, es educada, con clase y siempre femenina.
Para ella la amistad es algo sagrado, algo que no puedes conseguir chasqueando los dedos y tienes que ganarte su amistad, ya que no suele confiar a primeras en la gente, muchos le han hecho demasiado daño y no suele ya confiar en nadie de su alrededor, solamente en sus amigas. Pero eso con su familia es algo un poco extraño, porque no es que desconfie, pero no confía del todo.
Con su familia siempre quiere ser buena, atenta, educada, cariñosa hasta cierto punto ya que sus padres la tienen algo de lado, porque su hermana es la preferida de ellos y siempre ven todo lo bueno de ella antes que lo de Spencer.

## Comparación con el libro
- En el libro, Spencer es rubia y de ojos verdes, pero en la serie tiene el cabello marrón y ojos cafés.
- En el libro, ella nunca tiene una relación con Toby.
- En la serie, es la que descubre que Mona es "A", sin embargo, en el libro es Hanna.
- En el libro, se sabe que es media hermana de Alison y Courtney. En la serie, es media hermana de Jason, Melissa, Charlotte, Alex es su hermana gemela.
- En la serie, es ingresada en Radley por la muerte de Toby, pero en el libro no pasa eso, la que ingresa es Hanna por diversas razones.
- En la serie, Spencer se une al A-Team. En la novela, esto nunca pasa.